# Heinrich Blatt (Bibliothekar)
Heinrich Blatt (* 10. März 1894 in Steinbach am Glan; † 1. April 1949 in Erlangen) war ein deutscher Altphilologe und Bibliothekar.

## Wirken
Heinrich Blatt studierte nach seiner Reifeprüfung am Gymnasium in Speyer Klassische Philologie, Germanistik und Indogermanistik an der Universität Erlangen und promovierte dort im Jahre 1923. Bereits 1921 war Blatt als Bibliotheksreferendar an der Pfälzischen Landesbibliothek Speyer in den wissenschaftlichen Bibliotheksdienst eingetreten und wechselte 1922 an die Bayerische Staatsbibliothek. Von 1923 bis 1946 war er dann als Bibliothekar an der Universitätsbibliothek Würzburg tätig, zuletzt an der Universitätsbibliothek Erlangen.
Blatt gab u. a. verschiedene Editionen mit Sanskrit-Texten heraus.

## Schriften
- Das vulgär-archaische Element in der Sprache des Curtius Rufus. Dissertation Universität Erlangen 1923.
- (Hrsg.): Nārāyana / Hitopadeśa. Nach der nepalesischen Handschrift N neu hrsg. Rinck, Berlin 1930.
- Das südliche Pañcatantra. Sanskrittext nach der Rezension alpha, mit erstmaliger Verwendung des Hs. K. Harrassowitz, Leipzig 1930.
- Beiträge zur Textkritik und Erklärung des Hitopadesa. Prastāvanā, Buch I und II; mit einer Tabelle: Verskonkordanz zum Südl. Pancatantra. Graßer, Würzburg 1931.
- (Bearb.): Ṭuṭīnāme. Das persische Papageienbuch des Naḫšabī in der Bearb. des Muḥammad Ḫudāvand [Ḫudāwand] Qādirī. Text der 1. und 2. Nacht aus Cod. pers. 177 (fol. 1–12) der Staatsbibliothek München mit Umschrift und Erklärungen. Schmersow, Kirchhain 1933.